# Bolívar (Sucre)
Bolívar é um município da Venezuela localizado no estado de Sucre.
A capital do município é a cidade de Mariguitar.